# Эпитет
Эпи́тет (от др.-греч. ἐπίθετον, дословно — «приложенное», в др.-греч.  означает и «эпитет» и «прилагательное» (название части речи «Имя прилагательное» перешло в русский язык как калька этого же слова)) — определение при слове, влияющее на его выразительность, красоту произношения.
Не имея в теории литературы определённого положения, название «эпитет» прилагается приблизительно к тем явлениям, которые в синтаксисе называются определением, в этимологии — прилагательным; но совпадение это только частичное.

## История
Установившегося взгляда на эпитет в теории литературы нет: одни относят его к фигурам речи, другие считают, наряду с фигурами и тропами, самостоятельным средством поэтической изобразительности; одни считают эпитет элементом исключительно поэтической речи, другие находят его и в прозе.
Александр Веселовский охарактеризовал несколько моментов истории эпитета, являющейся, однако, лишь искусственно выделенным фрагментом общей истории стиля.
Теория литературы имеет дело только с так называемым украшающим эпитетом (epitheton ornans). Это название ведёт своё происхождение из старой теории, видевшей в приёмах поэтического мышления средства для украшения поэтической речи, однако только явления, обозначенные этим названием, представляют собой категорию, выделяемую теорией литературы в термине «эпитет».
Как не всякий эпитет имеет форму грамматического определения, так не всякое грамматическое определение есть эпитет: определение, суживающее объём определяемого понятия, не есть эпитет.
Логика различает суждения синтетические — такие, в которых сказуемое называет признак, не заключённый в подлежащем («эта гора высока»), и аналитические — такие, в которых сказуемое лишь выявляет признак, уже имеющийся в подлежащем («люди смертны»).
Перенося это различие на грамматические определения, можно сказать, что название эпитета носят лишь аналитические определения: «рассеянная буря», «малиновый берет» не эпитеты, но «ясная лазурь», «длиннотенное копьё», «Лондон щепетильный» — эпитеты, потому что ясность есть постоянный признак лазури, «щепетильность» — признак, добытый из анализа представления поэта о Лондоне, насыщенном мелким (щепет) галантерейным товаром.
Эпитет — начало разложения слитного комплекса представлений — выделяет признак, уже данный в определяемом слове, поскольку это необходимо для сознания, разбирающегося в явлениях; признак, выделяемый им, может казаться несущественным, случайным, но не таков он для творческой мысли автора.
В былинах постоянно называется седло черкасским не для того, чтобы отличить данное седло от других, не черкасских, а потому, что это седло богатыря, лучшее, какое народ-поэт может себе представить: это не простое определение, а приём стилистической идеализации. Как и иные приёмы — условные обороты, типичные формулы — эпитет в древнейшем песенном творчестве легко становился постоянным, неизменно повторяемым при известном слове (руки белые, красна девица) и настолько тесно с ним скреплённым, что даже противоречия и нелепости не одолевают этого постоянства («руки белые» оказываются у «арапина», царь Калин — «собака» не только в устах его врагов, но и в речи его посла к князю Владимиру).
Это «забвение реального смысла», по терминологии A. H. Веселовского, есть уже вторичное явление, но и самое появление постоянного эпитета нельзя считать первичным: его постоянство, которое обычно считается признаком эпики, эпического миросозерцания, есть результат отбора после некоторого разнообразия. Возможно, что в эпоху древнейшего (синкретического, лирико-эпического) песенного творчества этого постоянства ещё не было: «лишь позднее оно стало признаком того типически условного — и сословного — миросозерцания и стиля, который мы считаем, несколько односторонне, характерным для эпоса и народной поэзии».
В. П. Москвин разработал полиаспектную систему параметров систематизации эпитетов.
1. По способу обозначения соответствующего признака (прямому либо косвенному) эпитетам с прямым значением (жёлтый луч) противостоят два типа эпитетов с переносным значением:
  - метафорические (золотой луч);
  - метонимические (зелёный шум). Метонимические эпитеты образуются в результате использования стилистического приёма смещения, или эналлаги [греч. ἐναλλαγή ‘изменение’], в силу чего метонимический эпитет иногда называют смещённым, ср.: терпкая лаванда, сухие иммортели → лаванды терпкая печаль / сухая прелесть иммортелей (В. Андреева); гибкая верба → Предвижу пчёл членистоногих, / жужжащий воздух над рекой, / репейник шумный вдоль дороги / и вербу с гибкою тоской (Г. Шевченко).
2. По семантическому параметру выделяют эпитеты:
  - цветовые (янтарный мёд);
  - оценочные (золотой век);
  - дающие психологическую, поведенческую, портретную характеристику либо характеризующие объекты по форме, размеру, температуре и т. д. Более подробная классификация в стилистике не практикуется, поскольку она будет дублировать семантическую классификацию прилагательных, разработка которой является задачей лексикологии.
3. По функции в создании художественного образа эпитеты подразделяются на:
  - изобразительные (чёрные скалы), которые усиливают изобразительность, красочность речи;
  - лирические, или эмоциональные (печальная звезда), задача которых состоит в усилении эмоциональности речи. Эпитеты, суть которых состоит в интенсификации основного признака определяемого существительного (белый снег, голубое море), именуют тавтологическими, плеонастическими; ввиду того, что они подчёркивают характерное качество предмета, то есть служат актуализации признака, их называют усилительными. В целом же эпитет подчинён задаче художественного изображения и эмоционально-образной интерпретации объекта, ср.: Гряды синеющих холмов И груды белых облаков На фоне мраморного неба. Если из этой стихотворной надписи на акварели М. Волошина убрать цветовые эпитеты и звуковую анафору (гряды — груды), стихотворение перестанет быть художественным текстом и превратится в простое название («Холмы и облака на фоне неба»). Этот эксперимент показывает, насколько велика роль эпитетов в художественной речи.
4. В рамках структурной классификации выделяются эпитеты простые (дремучий лес) и сложные (пшенично-жёлтые усы), представленные полиосновными прилагательными. Сложный эпитет используется как средство свёртывания:
  - сравнений: белый, как снег, → белоснежный;
  - цепочки эпитетов: грустная сырая погода → грустно-сырая погода;
  - конструкций со значением принадлежности: конь с чёрной гривой → черногривый конь. Для русских текстов XVIII в. характерен сверхсложный эпитет: хвалебночиннонебесноземнотрисвятовоспеваемый (Ф. Поликарпов); «Ода в громко-нежно-нелепо-новом вкусе» (П. Сумароков).
5. По степени освоенности языком эпитеты подразделяются на общеязыковые и индивидуально-авторские. Характерными признаками общеязыковых эпитетов принято считать воспроизводимость и неоднократность употребления. Индивидуально-авторские эпитеты представляют собой, по определению В. М. Жирмунского, «новые и индивидуальные определения» (колючие звёзды, нецензурная погода).
6. По степени устойчивости связи с определяемым словом эпитеты можно подразделить на свободные (белоснежная скатерть) и постоянные, образующие с определяемым словом «фразеологическое клише» (В. М. Жирмунский): святое Евангелие, светлое будущее.
7. При стилистическом подразделении выделяют разговорные (цветастая радуга) и газетные эпитеты (прогнивший режим). В. П. Москвин отмечает, что эпитеты в целом довольно однородны в стилистическом отношении, поскольку составляют принадлежность художественной речи и, следовательно, имеют книжный оттенок. Среди книжных эпитетов выделяют поэтические эпитеты (легкокрылые мечты). В художественной речи используются народно-поэтические эпитеты - эпитеты фольклорного происхождения, освоенные литературным языком (красна девица, гусли звончатые). Фольклорные эпитеты, свойственные устному народному творчеству, стоят за пределами литературного языка и его носителями не употребляется (солнышко восхожее, жито ядренистое). Приметами фольклорного и народно-поэтического эпитета являются употребление его в краткой форме не только в функции сказуемого, но и как согласованного определения (красна девка), сдвиг ударения, особое (отличное от общеязыкового) значение и лексическая сочетаемость (белая заря).
8. Количественная характеристика эпитетов. Несколько образных определений, дополняющих друг друга и дающих разностороннюю характеристику одного объекта, образующих цепочку эпитетов (золотистые ароматные сосны). Цепочки определений создаются в результате применения приёма, который называют нанизыванием эпитетов. Сочетание с фигурами повтора дает следующие разновидности эпитетов:
  - тавтологический, встречающийся в фольклорной речи (горе горькое), он повторяет корень опорного слова;
  - «сквозной» эпитет, который повторяется при нескольких словах. В. П. Москвин рассматривает эпитеты в узком понимании этого термина — как красочные прилагательные, оттеняющие существительное[5]. При более широком понимании считается, что эпитеты могут быть выражены не только именем прилагательным, но и наречием («горячо любить»), именем существительным («веселья шум»), числительным («вторая жизнь»).

Эпитеты — очень распространённое в литературе понятие, без них трудно представить художественное произведение.
Одной из распространённых категорий метафорических эпитетов являются анималистические эпитеты.